# ماري-أنتوني كاريم
ماري-أنتوني  كاريم (بالفرنسية: Marie-Antoine Carême) (
نطق فرنسي: [maʁi ɑ̃twan kaʁɛm]; 8 يونيو 1784 – 12 يناير 1833) هو خبير وداعية في فنون الطهي وعلم من أعلام الهوت كوزين. يعتبر كاريم من أوائل مشاهير الطهاة عالميا.

## سيرة
تخلى عنه والداه في باريس في عام 1794 في ذروة الثورة الفرنسية، كان يعمل صبي مطبخ في مطعم ستيك هاوس باريسي رخيص في مقابل الحصول على المسكن والمأكل. في عام 1798، كان متدربا في متجر حلويات بالقرب من القصر الملكي يملكه سيلفان بايلي ذلك الحلواني الشهير. لاحظ الحلواني بايلي موهبة وطموح كاريم. حيث حصل على عرض مشجع بفتح متجر حلويات، الذي بقي يعمل فيه حتى عام 1813.

## روابط خارجية
- ماري-أنتوني كاريم على موقع الموسوعة البريطانية (الإنجليزية)